# Deutsche Cricket-Nationalmannschaft
Die deutsche Cricket-Nationalmannschaft vertritt Deutschland auf internationaler Ebene in der Sportart Cricket. Das Team wird vom Deutschen Cricket Bund (DCB) geleitet und ist seit 1999 assoziiertes Mitglied im International Cricket Council (ICC). Damit gehört es zur zweiten Reihe der Nationalmannschaften und verfügt seit 2019, wie alle ICC-Mitglieder, über vollen T20I-Status. Bisher konnte sich die Mannschaft noch nicht für ein internationales Turnier qualifizieren.

## Geschichte

### Einführung von Cricket
Bereits 1814 wohnte Marschall Blücher zusammen mit Georg III. und Alexander I. in Frogmore bei Schloss Windsor einem Cricketmatch bei. Die erste Erwähnung von Cricket in Deutschland stammt aus dem Jahr 1858, als Einwanderer aus England und den Vereinigten Staaten mit dem Berlin C.C. den ersten Cricketclub in Berlin gründeten. Homburg in der damaligen Landgrafschaft Hessen-Homburg war ein frühes Zentrum des Crickets in Deutschland; es wurde von wohlhabenden Engländern ausgeübt, welche die Bäder besuchten. 1865 fand ‘A Grand Cricket Match’ zwischen „Frankreich“ und „Deutschland“ statt, dessen Spieler aber ausschließlich Engländer waren. Charles William Alcock war Organisator dieses Spieles und „Frankreichs Kapitän“.
Am 18. März 1870 benannte sich der Berlin C.C. in The Anglo-American Cricket Club in Berlin um und 1871 informierte er über die anstehende Saison. Anfangs nutzte er das Hippodrom nahe dem Zoologischen Garten Berlin für Spiele, und später das Tempelhofer Feld vor dem Bau des Flughafens Berlin-Tempelhof. 1874 wurden die ersten deutschsprachigen Handbücher zum Cricket in Karlsruhe herausgegeben und einige Jahre später erschien in Leipzig Cricket von W. G. Grace in englischer Sprache. 1883 gründeten englische Studenten, die Cricket und Fußball spielten, den Per Berliner Cricket-Club von 1883 und in den folgenden sechs Jahren entstanden Cricketabteilungen bei vier Berliner Fußballvereinen. 1890 besuchte mit einer Auswahl aus Kopenhagen erstmals eine ausländische Cricket-Mannschaft Berlin, ein Jahr später wurde der Deutsche Fußball- und Cricket Bund (DFuCB) in Berlin als Alternative zum Bund Deutscher Fußballspieler (BDF) gegründet. Die meisten englischen Fachbegriffe blieben auch unter deutschsprachigen Cricketspielern erhalten, mit Ausnahme von Schlagmann (Batsman), Ballmann (Bowler), Schiedsrichter (Umpire), Schreiber (Scorer), Torhalter (Wicket-Keeper) und Abfänger (Slip).
Im Frühjahr 1900, als sich in Südafrika der Zweite Burenkrieg der Briten gegen die Buren hinzog, schrieb der deutsche Kaiser Wilhelm II. an seinen Onkel Eduard, damals Prince of Wales, das Vereinigte Königreich solle eine Niederlage akzeptieren wie im Cricketmatch im Jahr zuvor zwischen Australien und England: Last year in the great Cricket Match of England v Australia, the former took the victory of the latter quietly, with chivalrous acknowledgement of her opponent. („Letztes Jahr im großen Cricket-Match Englands gegen Australien errang Ersterer den Sieg gegen Letzteren Leise, mit ritterlicher Anerkennung ihres Gegners.“)
1901 kam es zum Gegenbesuch des Preußen-Clubs in Kopenhagen; es war die erste Tour eines deutschen Cricketteams. Ein Jahr später löste sich der DFuCB wieder auf. 1911 besuchte mit dem Leicestershire County Cricket Club erstmals ein englisches Cricketteam Deutschland. Es trug im August in Berlin vier Spiele gegen Union CC, Victoria CC, Preußen CC und Deutschland aus, wobei letzteres als Länderspiel gewertet wurde. Bis auf den Engländer Tom Dutton, den Kapitän Deutschlands, bestand die Mannschaft aus Berlinern. Alle vier Spiele endeten für die Gäste in einem Innings-Sieg. In diesen Spielen tat sich vor allem der All-rounder Felix Menzel hervor. Nachdem die Berliner Cricketliga 1913 erstmals 14 Mannschaften umfasste, wurde der erste Verband Deutscher Cricket Bund (DCB) gegründet. Während des Ersten Weltkrieges musste der DCB jedoch seine Arbeit einstellen, obschon die Berliner Cricketliga nach der Absage 1914 in den Kriegsjahren 1915, 1916 und 1918 ausgetragen werden konnte. Der Spielbetrieb wurde aber durch das Wegbrechen der Beziehungen zum Vereinigten Königreich, den Kriegseinsatz mehrerer Spieler und den Verschleiß der Ausrüstung erschwert.

### Zwischenkriegsjahre
Nach Kriegsende hatte der Sport mit der Anwesenheit britischer Truppen im Rheinland eine schnelle Rückkehr nach Deutschland. In den Zwischenkriegsjahren begannen Clubs aus Dänemark, England und den Niederlanden erstmals mit Touren nach Deutschland. Im Juni 1922 spielte der Marylebone Cricket Club (MCC) in Köln ein Zweitagesspiel gegen die Britische Rheinarmee, das mit einem Remis endete. Zwei Jahre später spielte die Mannschaft der University of Cambridge, die Crusaders, gegen die Rheinarmee in Köln und gewann mit zehn Wickets. 1930 unternahmen die United Berliners die einzige Tour einer deutschen Mannschaft nach England für vier Spiele. Angeführt von Felix’ Bruder Guido Menzel verloren die Berliner die Partien gegen Dartford, Parkdale und Howard, während das Spiel gegen die Civil Service Crusaders im Remis endete. Teil der Mannschaft waren A. Schmidt, Torwart der deutschen Eishockeynationalmannschaft für 27 Jahre, und Pastor Harold Polchau, der später ein bekannter Widerstandskämpfer gegen den Nationalsozialismus wurde.
Guidos Bruder Felix Mendel führte in den 1930er Jahren weitere Teams gegen dänische und englische Teams an. Zusammen mit dem „Reichssportführer“ Hans von Tschammer und Osten lud er mehrere dänische und englische Teams nach Berlin ein. In den Kriegsjahren war es vor allem er, der den Cricketbetrieb in Berlin am Leben erhielt und nach dem Krieg die Liga neu begründete. Felix war außerdem als Publizist aktiv, jedoch nie Parteimitglied. Guido führte Preußen mehrmals als Kapitän an und erzielte 1938 gegen die Old Boys of Copenhagen 84 Runs, damals das beste Batting eines Deutschen. Ein Jahr später erzielte er im Bowling gegen Nykøbing Falster elf Wickets für 49 Runs. Seine Karriere war jedoch nicht so lang wie die seines Bruders. Ein Jahr später besuchte der Dartfort CC Berlin und gewann zwei Spiele gegen United Berlin und A Berlin, während die Partien gegen Berlin Club und A Berlin verloren gingen.
Als Folge der Machtergreifung der NSDAP im Januar 1933 und der anschließenden Gleichschaltung wurde der DCB wie alle anderen deutschen Sportverbände in die Sportdachorganisation des NS-Staates zwangseingegliedert. Innerhalb des Nationalsozialistischen Reichsbundes für Leibesübungen war er dem Fachamt 2 untergeordnet, der auch für Fußball und Rugby Union zuständig war. Cricket galt fortan offiziell als „undeutsch“ und „dekadent“. Zu dieser Zeit wurden „männliche“ Sportarten wie Fechten gezielt gefördert, während Cricket als „weibisch“ klassifiziert wurde. In seinem Essay Raffles and Miss Blandish schilderte George Orwell die Situation des Cricket im NS-Staat wie folgt: the Nazis were at pains to discourage cricket, which has gained a certain footing in Germany before and after the last War. („Die Nazis bemühten sich, Cricket zu verhindern, das in Deutschland vor und nach dem letzten Krieg sicher Fuß gefasst hatte.“)
Vor und während der Olympischen Sommerspiele 1936 bemühten sich die Nationalsozialisten jedoch um ein „freundlicheres“ und „zivilisierteres“ Image. Das verschaffte auch dem deutschen Cricket eine Atempause. Hans von Tschammer und Osten wohnte in England Tennisspielen bei und zeigte sich auch vom Cricket beeindruckt. Mit dem politisch nicht aktiven Cricketspieler Felix Mendel lud er Sportfunktionäre und -journalisten aus Cricketnationen anlässlich der Olympischen Sommerspiele sowie zahlreiche Cricketclubs für Touren nach Berlin ein. Einer dieser eingeladenen Clubs war der Worcestershire County Cricket Club, der Berlin im August 1937 für drei Spiele besuchte. Diese endeten mit deutlichen Siegen für die Gäste, darunter das erste Spiel mit 101 Runs und das dritte mit 249 Runs. Im darauf folgenden Jahr besuchten die Somerset Wanderers Berlin für drei Spiele. Diese Tour geschah ebenfalls auf Anregung Mendels, der in seiner Begrüßungsrede britische Cricketspieler anregte, das Spiel auf dem Festland zu fördern. Er schlug ein internationales Turnier vor, zu dem der MCC eine Trophäe stiften sollte. Damit war er einer der ersten, der eine Art „Cricket World Cup“ vorschlug. Das Turnier würde in England vom MCC und Mannschaften vom Kontinent wie Belgien, Dänemark, Deutschland und den Niederlanden ausgespielt. Es würde zwar der MCC gewinnen, er müsste den Cup jedoch beim nächsten Mal verteidigen, führte er weiter aus. Das erste Spiel der Tour gegen Preußen CC musste nach Unwettern abgebrochen werden, das zweite gegen den BSV 92 CC gewann Somerset mit einem Innings und 72 Runs, während das letzte Spiel gegen eine Berliner Auswahl im Remis endete. Ebenfalls in den 1930er Jahren fanden wechselseitige Touren mit dänischen Mannschaften statt. 1937 unterlagen die Old Boys of Copenhagen gegen United Berlin mit 107 Runs. Beim Gegenbesuch in Kopenhagen gewannen die Berliner mit 75 Runs. 1939 fanden die letzten Aufeinandertreffen vor dem Zweiten Weltkrieg statt, wobei Nykøbing Falster gegen BFV und eine Berliner Auswahlmannschaft unterlag. Beim Gegenbesuch in Dänemark gewann BFC mit 27 Runs.

### Nachkriegsjahre und Neubeginn
Nach dem Krieg waren die meisten Pitches in Deutschland zerstört, doch mithilfe der British Army konnte der Sport abermals wiederaufgebaut werden. 1949 besuchte der Marylebone Cricket Club Deutschland für vier Spiele gegen britische Militärmannschaften, wobei er gegen die Rheinarmee und die BAFO gewann, während die Spiele gegen die 2nd Infantry Division und die 7th Armoured Division in Remis endeten. Im selben Jahr spielte Neuseeland nach seiner Englandtour in Bad Oeynhausen gegen eine britische Militärmannschaft. Anfang der 1960er Jahre verstärkten Studenten der Freien Universität Berlin aus Indien, Pakistan und den West Indies die British Berlin League. Mit dem Bau der Berliner Mauer 1961 verließen die meisten Cricketspieler Berlin, das bis dahin Hochburg des Crickets in Deutschland war, wonach nur noch ein Cricketclub in der Stadt übrig blieb. 1974 erfolgte der Besuch des Essex County Cricket Club, das jedoch nur gegen britische Militärmannschaften spielte. Gegen 1980 hatten indische und pakistanische Studenten den Sport wieder in Deutschland angesiedelt, wobei Deutsche ebenfalls Cricket spielten. 1988 erfolgte die Neugründung des DCB.
Obschon der Deutsche Cricket Bund erst 1991 angeschlossenes Mitglied (affiliate member) des International Cricket Council (ICC) wurde, trug Deutschland bereits 1989 seine ersten beiden Länderspiele der Nachkriegszeit gegen Dänemark aus, die es beide verlor. Ein Jahr später wurde Westdeutschland beim European Nations Cup auf eigenem Boden Fünfter. 1991 besuchte es Österreich. Das erste internationale Turnier, an dem Deutschland teilnahm, war der European Cricketer Cup in Guernsey 1990. An dem Turnier nahm es als Westdeutschland teil und erreichte das Play-off um den fünften Platz gegen die Schweiz. Die zweite Auflage 1992 in Worksop gewann die Mannschaft; sie durfte deshalb gegen den MCC im Lord’s Cricket Ground antreten und erzielte ein Remis. Der englische Fußball-Nationalspieler Gary Lineker spielte in dieser Begegnung für den MCC, erzielte aber nur einen Run, was ihn zu der Bemerkung veranlasste, dass er gegen Deutschland „immer einen“ erziele.
Den ersten European Nations Cup richtete Deutschland 1993 in Berlin aus und drang bis ins Finale vor, das es gegen Frankreich mit vier Wickets verlor. Im Jahr 1995 nahm die Mannschaft am European Nations Cup in Oxford teil und beendete das Turnier hinter Portugal auf dem zweiten Platz. Im darauf folgenden Jahr war der DCB wieder Gastgeber des Turnieres, die Mannschaft kam jedoch nicht über die Vorrunde hinaus. 1997 trat der DCB dem Kontinentalverband European Cricket Council (ECC) bei. Im selben Jahr scheiterte Deutschland erst im Finale gegen Frankreich mit einem Run Unterschied. Der französische Batter David Bordes erlief trotz Schädelbruchs den letztlich entscheidenden Run Leg Bye. Der Wisden Cricketers’ Almanack nahm dieses Spiel in seiner 2000er Ausgabe in die Liste der 100 besten Spiele des 20. Jahrhunderts auf.
Seit 1998 nimmt Deutschland regelmäßig an der European Cricket Championship teil, seit 2000 in der zweiten Division. Bei der Erstteilnahme 1998 wurde es Siebter unter zehn Teilnehmern. Für das damals noch ICC Trophy genannte Qualifikationsturnier für den Cricket World Cup war Deutschland, nachdem es 1999 assoziiertes Mitglied (associate member) des ICC geworden war, erstmals 2001 in Kanada startberechtigt. Die Mannschaft kam unter Kapitän Abdul Hamid Bhatti nach einem Sieg gegen Gibraltar sowie Niederlagen gegen Namibia und Nepal aber nicht über die Vorrunde hinaus. Im Juni 2001 besuchte der Marylebone Cricket Club Deutschland für sechs Spiele, darunter eines gegen die Nationalmannschaft, das der MCC mit 13 Runs gewann.
Bei den European Division 2 Championship der Jahre 2000 und 2002 erreichte Deutschland jeweils den zweiten Platz. 2004 hatte es einen schwächeren Turnierverlauf und wurde Dritter. Zwei Jahre später erreichte Deutschland dasselbe Ergebnis, diesmal hinter Jersey und Norwegen, womit es sich für die Division Five der World Cricket League 2007–09 qualifizierte. 2007 besuchten die Deutschen England und spielten in West Yorkshire gegen County Clubs. Die ICC World Cricket League bildete seit 2007 mit mehreren Divisionen die Qualifikation für den Cricket World Cup. Deutschland erreichte in der Division Five 2008 in Jersey den siebten Platz unter zwölf Teilnehmern, nachdem es nur knapp den Halbfinaleinzug, und damit den Verbleib in der World Cricket League verpasst hatte. In der zweiten Division der European Championship wurde es Fünfter. Bei der Cricket-Europameisterschaft 2008 hatte das Team einen schwachen Turnierverlauf und erreichte nur den fünften Platz in der zweiten Division. Im Juni desselben Jahres besuchte der MCC Deutschland für vier Spiele, wobei der Gastgeber das letzte Spiel in Berlin mit 65 Runs gewann. 2010 erreichte Deutschland wieder einen guten zweiten Platz in der zweiten Division.
In der ersten Division der Cricket-Europameisterschaft 2011, die wieder direkt in die Weltmeisterschaftsqualifikation eingebunden war, erreichte Deutschland den zehnten Platz, womit es in dieser Division verblieb. 2012/2013 erreichten die Deutschen den siebten Platz, womit sie in die zweite Division abstiegen. Dort, 2014/2015, erspielten sie sich den sechsten Platz und verblieben Divisionsgleich. 2016 gewann Deutschland die zweite Division und stieg damit in die erste Division auf. In der folgenden Ausgabe 2017, die als Teil der Qualifikation für die World Cricket League 2017–19 diente, konnte die Mannschaft erstmals die erste Division auf europäischer Ebene unter Kapitän Rishi Pillai für sich entscheiden. Bei der Division Five der World Cricket League verpassten sie dann hinter Jersey und Vanuatu auf Grund einer schlechteren Net Run Rate das Halbfinale und wurden letztendlich Fünfter.

### Weitere Entwicklung

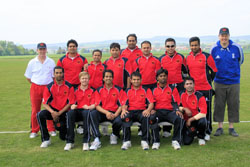
Die deutsche Cricket-Nationalmannschaft 2012

Ab 2013 war Steven Nox Bundestrainer der Herren-Nationalmannschaft. In den letzten Jahren erlebt das Cricket in Deutschland ein gesteigertes Interesse, vor allem Dank Asylbewerbern aus Cricketnationen wie Afghanistan und Pakistan, die ihren Sport und ihre Leidenschaft mitbringen. Im April 2018 gewährte der Weltverband ICC allen seinen Mitgliedern vollen T20I-Status. Demzufolge werden alle T20I-Matches zwischen Deutschland und anderen ICC-Mitgliedern seit dem 1. Januar 2019 als volle T20I anerkannt. Im September 2018 qualifizierte sich Deutschland in Gruppe A der ICC World Twenty20 Europaqualifikation für die regionalen Finals des Turnieres.
Am 11. Mai 2019 bestritt Deutschland sein erstes T20I-Match in Brüssel im Rahmen einer Serie von drei Spielen gegen Belgien, das es mit neun Runs gewann, und nach Siegen in den beiden anderen Spielen entschied es die Serie mit 3–0 für sich. Noch im selben Monat folgten zwei Spiele gegen Italien in den Niederlanden. Diese Serie ging jedoch mit 0–2 verloren. Diese Matches dienten auch als Vorbereitung auf die regionalen Finals der ICC World T20 Europaqualifikation 2018–19 im Juni 2019. Bei dieser Europaqualifikation in Guernsey scheiterte Deutschland nur aufgrund seiner schwächeren Net Run Rate gegenüber Jersey am Erreichen des T20 World Cup Qualifier 2019 für den T20 World Cup 2021. Im März 2020 endete die Serie von zwei Spielen in Spanien mit 1–1 unentschieden.
Im August 2021 war Deutschland Gastgeber der Germany Tri-Nation Series in Krefeld, an der auch Frankreich und Norwegen teilnahmen. Deutschland gewann dieses Turnier im Finale gegen Norwegen mit sechs Wickets (DLS Method). Im September 2021 verlor Deutschland die bilaterale Serie in Spanien mit 1–2. Bei der ICC T20 World Cup Europaqualifikation 2021 erreichte Deutschland aufgrund einer besseren Net Run Rate gegenüber Italien mit dem zweiten Platz erstmals das Qualifikationsturnier für den T20 World Cup 2022. In der T20 World Cup Global Qualifier Group A 2022 erreichte Deutschland jedoch nur den siebten Platz und verpasste somit den T20 World Cup 2022. Die Germany Tri-Nation Series 2022 in Krefeld im Juni mit Österreich und Schweden entschied Deutschland mit einem Finalsieg von drei Wickets gegen Österreich ebenfalls für sich. Die Spain Tri-Nation Series 2022–23 mit Italien und dem Gastgeber gewann Deutschland mit nur einer Niederlage. Nach neun Jahren wurde die Zusammenarbeit mit dem Bundestrainer Steven Knox beendet. Auf ihn folgte der frühere pakistanische Test-Cricket-Spieler Atiq-uz-Zaman.
Mit der angekündigten Erweiterung des T20 World Cup ab 2024 auf 20 Mannschaften gilt Deutschland neben anderen assoziierten Mitgliedern des ICC als einer der Favoriten auf die Qualifikation für dieses Turnier. In der Qualifikation zum T20 World Cup 2024 traf Deutschland auf die beiden etablierten Cricketnationen Irland und Schottland, aber auch auf andere aufstrebende Teams wie Dänemark, Italien, Jersey und Österreich. Dabei wurden zwei Startplätze für das Endturnier ausgespielt. Ihnen gelang jedoch nicht die Qualifikation für die Endrunde, nachdem sich die beiden Favoriten Irland und Schottland die europäischen Startplätze gesichert hatten. Im August 2023 unterlag Deutschland in der bilateralen Serie gegen Guernsey in Deventer mit 1–2.
Nach der Aufnahme von Cricket in das Wettkampfprogramm der Olympischen Spiele 2028 in Los Angeles erfolgte zum 1. Januar 2024 die Aufnahme des Deutschen Cricket Bundes in den Deutschen Olympischen Sportbund DOSB. Im selben Jahr war Deutschland erstmals Gastgeber eines internationalen Cricketturnieres und richtete den europäischen Qualifier B für den T20 World Cup 2024 in Gelsenkirchen und Krefeld aus. Dort verpasste der Gastgeber mit dem dritten Platz jedoch die Qualifikation für das Hauptturnier.

## Organisation
Der Deutsche Cricket Bund (DCB) wurde 1988 neu gegründet und ist verantwortlich für die Organisation des Cricket in Deutschland. Seit 1999 vertritt er Deutschland beim Weltverband International Cricket Council (ICC) als assoziiertes Mitglied. Der DCB war außerdem 1997 Gründungsmitglied des europäischen Kontinentalverbandes European Cricket Council (ECC). Der DCB besteht aus acht Landesverbänden.
Der Deutsche Cricket Bund stellt die Deutschland vertretenden Cricket-Nationalmannschaften, einschließlich der für die Männer, Frauen und Jugend, zusammen. Er ist außerdem verantwortlich für die Durchführung von T20I-Serien gegen andere Nationalmannschaften sowie die Organisation von Heimspielen und -turnieren. Neben der Aufstellung des Teams ist er verantwortlich für den Kartenverkauf, die Gewinnung von Sponsoren und die Vermarktung der Medienrechte.

## Trikots und Logo

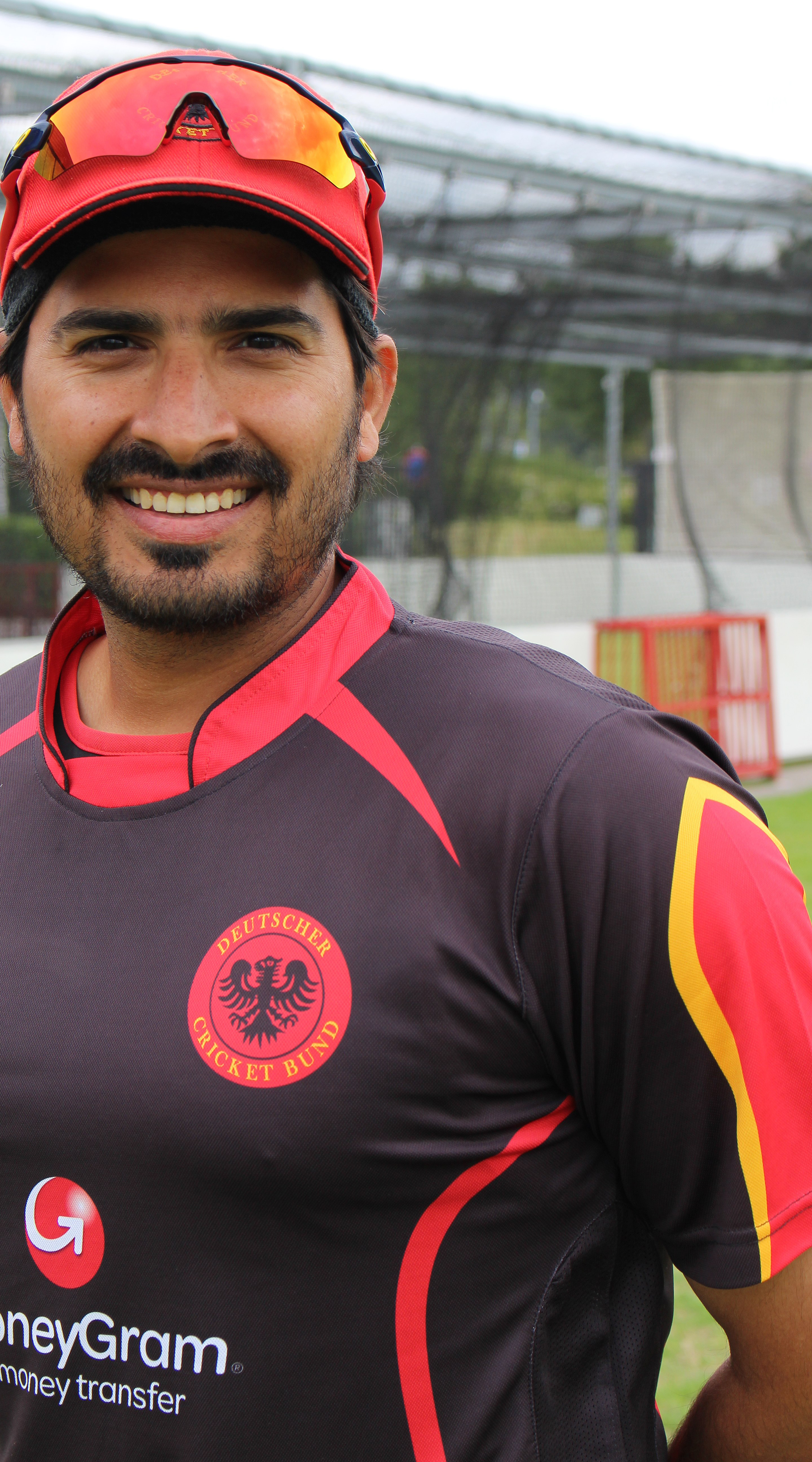
Der deutsche Nationalspieler Ehsan Latif im Trikot der deutschen Cricket-Nationalmannschaft

Im T20I-Cricket tragen deutsche Spieler schwarze Trikots mit roten Farbakzenten sowie roten Ärmeln und einem roten Halskragen sowie roten Hosen. Feldspieler tragen eine rote Baseball-Kappe oder einen roten Sonnenhut. Die Helme der Batter sind ebenfalls rot gehalten. Bei offiziellen ICC-Turnieren erscheint das Logo des Sponsors auf dem rechten Ärmel und die Aufschrift Germany auf der Vorderseite des Trikots.
Das Logo des Deutschen Cricket Bundes zeigt einen Bundesadler in Schwarz auf roten Hintergrund, umrahmt vom Schriftzug Deutscher Cricket Bund.

## Stadien
Deutschland verfügt über kein offizielles Heimstadion für seine Nationalmannschaft, sondern bestreitet seine Heimspiele in verschiedenen Stadien Deutschlands. Die deutsche Mannschaft hat bisher auf heimischem Boden zwei Stadien für die Austragung von Heimspielen verwendet:
| Nr. | Stadion                             | Stadt     | Erstaustragung |
| --- | ----------------------------------- | --------- | -------------- |
| 1   | Mikkelberg-Kunst-und-Cricket Center | Hattstedt | 5. Juli 1997   |
| 2   | Bayer Sportstadion                  | Krefeld   | 8. Juli 2021   |

## Spieler

### Spielerstatistiken
Insgesamt haben für Deutschland 44 Spieler T20I gespielt. Im Folgenden sind die Spieler aufgeführt, die für die deutsche Mannschaft die meisten Runs und Wickets erzielt haben.

#### Runs
| T20I                      | T20I       | T20I  | T20I |
| Spieler                   | Zeitraum   | T20Is | Runs |
| ------------------------- | ---------- | ----- | ---- |
| Harmanjot Singh           | 2019–heute | 36    | 619  |
| Venkatraman Ganesan       | 2019–heute | 47    | 577  |
| Vijayshankar Chikkannaiah | 2019–2023  | 27    | 575  |
| Talha Khan                | 2019–2023  | 28    | 532  |
| Michael Richardson        | 2019–2023  | 25    | 511  |
| Stand: 25. Mai 2025       |            |       |      |

#### Wickets
| T20I                | T20I       | T20I  | T20I    |
| Spieler             | Zeitraum   | T20Is | Wickets |
| ------------------- | ---------- | ----- | ------- |
| Muslim Yar          | 2019–heute | 44    | 58      |
| Ghulam Ahmadi       | 2021–heute | 44    | 52      |
| Elam Bharathi       | 2020–2023  | 37    | 46      |
| Sahir Naqash        | 2019–2023  | 38    | 43      |
| Dieter Klein        | 2020–2023  | 23    | 28      |
| Stand: 25. Mai 2025 |            |       |         |

### Mannschaftskapitäne
Bisher haben insgesamt vier Spieler als Kapitän für Deutschland bei einem T20I fungiert.
| T20Is | T20Is               | T20Is      |
| Nr.   | Name                | Zeitraum   |
| ----- | ------------------- | ---------- |
| 1     | Venkatraman Ganesan | 2019–heute |
| 2     | Amith Sarma         | 2019       |
| 3     | Rishi Pillai        | 2019       |
| 4     | Michael Richardson  | 2022       |

## Bilanz
Eine Übersicht über die bei international anerkannten Spielen (Test, ODI, T20I) erzielten Länderspielbilanzen. Da Deutschland bisher keine Berechtigung für das Austragen von Tests und ODIs besitzt und erst 2019 durch den ICC, wie jede Nationalmannschaft, das Recht erhielt T20I auszutragen, beinhaltet diese Übersicht bis auf Weiteres ausschließlich das Format T20I.
|                                     | T20I |    |    |   |    |                  |                  |
| Gegner                              | S    | G  | V  | U | NR | Erstes Spiel     | Erster Sieg      |
| Bahrain                             | 1    | 0  | 1  | 0 | 0  | 18. Februar 2022 | –                |
| Belgien                             | 7    | 7  | 0  | 0 | 0  | 11. Mai 2019     | 11. Mai 2019     |
| Dänemark                            | 4    | 4  | 0  | 0 | 0  | 19. Juni 2019    | 19. Juni 2019    |
| Frankreich                          | 2    | 2  | 0  | 0 | 0  | 6. August 2021   | 6. August 2021   |
| Gibraltar                           | 1    | 1  | 0  | 0 | 0  | 8. Juli 2024     | 8. Juli 2024     |
| Guernsey                            | 4    | 2  | 2  | 0 | 0  | 15. Juni 2019    | 15. Juni 2019    |
| Irland                              | 1    | 0  | 1  | 0 | 0  | 21. Februar 2022 | –                |
| Italien                             | 8    | 3  | 5  | 0 | 0  | 25. Mai 2019     | 17. Oktober 2021 |
| Jersey                              | 4    | 1  | 3  | 0 | 0  | 20. Juni 2019    | 20. Juni 2019    |
| Kanada                              | 1    | 0  | 1  | 0 | 0  | 22. Februar 2022 | –                |
| Kroatien                            | 1    | 1  | 0  | 0 | 0  | 14. Juli 2024    | 14. Juli 2024    |
| Norwegen                            | 5    | 3  | 2  | 0 | 0  | 20. Juni 2019    | 20. Juni 2019    |
| Österreich                          | 6    | 5  | 1  | 0 | 0  | 9. Juni 2022     | 9. Juni 2022     |
| Philippinen                         | 1    | 1  | 0  | 0 | 0  | 24. Februar 2022 | 24. Februar 2022 |
| Schottland                          | 1    | 0  | 1  | 0 | 0  | 20. Juli 2023    | –                |
| Schweden                            | 3    | 3  | 0  | 0 | 0  | 9. Juni 2022     | 9. Juni 2022     |
| Spanien                             | 7    | 3  | 4  | 0 | 0  | 8. März 2020     | 8. März 2020     |
| Ver. Arab. Emirate                  | 1    | 0  | 1  | 0 | 0  | 19. Februar 2022 | –                |
| Gesamt                              | 58   | 36 | 22 | 0 | 0  | 11. Mai 2019     | 11. Mai 2019     |
| Letzte Aktualisierung: 25. Mai 2025 |      |    |    |   |    |                  |                  |

## Internationale Turniere

### Cricket World Cup
- 1975: kein ICC-Mitglied
- 1979: kein ICC-Mitglied
- 1983: kein ICC-Mitglied
- 1987: kein ICC-Mitglied
- 1992: kein ICC-Mitglied
- 1996: nicht startberechtigt (da affiliate member)
- 1999: nicht qualifiziert
- 2003: nicht qualifiziert (Qualifikation)
- 2007: nicht qualifiziert
- 2011: nicht qualifiziert
- 2015: nicht qualifiziert
- 2019: nicht qualifiziert
- 2023: nicht qualifiziert
- 2027: nicht qualifiziert
- 2031: noch ausstehend

### Champions Trophy
- 1998: nicht qualifiziert
- 2000: nicht qualifiziert
- 2002: nicht qualifiziert
- 2004: nicht qualifiziert
- 2006: nicht qualifiziert
- 2009: nicht qualifiziert
- 2013: nicht qualifiziert
- 2017: nicht qualifiziert
- 2025: nicht qualifiziert
- 2029: nicht qualifiziert

### T20 World Cup
- 2007: nicht qualifiziert
- 2009: nicht qualifiziert
- 2010: nicht qualifiziert
- 2012: nicht qualifiziert (Vorqualifikation)
- 2014: nicht qualifiziert (Vorqualifikation)
- 2016: nicht qualifiziert
- 2021: nicht qualifiziert (Vorqualifikation)
- 2022: nicht qualifiziert (Qualifikation)
- 2024: nicht qualifiziert (Qualifikation)
- 2026: nicht qualifiziert (Qualifikation)
- 2028: noch ausstehend
- 2030: noch ausstehend

### European Cricketer Cup
- 1990: 5. Platz
- 1992: Sieger

### ECF Nations Cup
- 1993: 2. Platz
- 1995: 2. Platz
- 1996: 1. Runde

### Europameisterschaft
- 1996: nicht teilgenommen[81]
- 1998: 7. Platz[35]
- 2000: 2. Platz (2. Division)[36]
- 2002: 2. Platz (2. Division)[40]
- 2004: 3. Platz (2. Division)[41]
- 2006: 3. Platz (2. Division)[42]
- 2008: 5. Platz (2. Division)[44]
- 2010: 2. Platz (2. Division)
- 2011: 10. Platz[46]
- 2013: 7. Platz[47]
- 2014: 6. Platz (2. Division)
- 2016: 1. Platz (2. Division)
- 2017: Sieger

### Germany Tri-Nation Series
- 2021: Sieger
- 2022: Sieger